# Xestia astigmata
Xestia astigmata är en fjärilsart som beskrevs av Rothschild 1914. Xestia astigmata ingår i släktet Xestia och familjen nattflyn. Inga underarter finns listade i Catalogue of Life.